# Эль-Баб (район)
Эль-Баб (араб.  الباب‎) — район (минтака) в составе мухафазы Халеб, Сирия. Административным центром является город Эль-Баб.

## География
Район расположен в северной части мухафазы Халеб, на границе с Турцией. На востоке граничит с районами Джераблус и Манбидж, на юге с районом Дейр-Хафир, на западе с районами Аазаз и Джебель-Семъан, а на севере с Турцией.

## Административное деление
Район разделён на 4 нахии. До 2009 года район Дейр-Хафир(состоящий из 3 нахий) являлся частью района Эль-Баб.
| Нахия   | Административный центр | Население (2004 г.), чел. | Карта |
| ------- | ---------------------- | ------------------------- | ----- |
| Эль-Баб | Эль-Баб                | 112 219                   |       |
| Тадеф   | Тадеф                  | 41 951                    |       |
| Эль-Раи | Эль-Раи                | 15 378                    |       |
| Арима   | Арима                  | 32 041                    |       |